# 貓頭鷹守護神：飛向蓋胡島神木
下面的转换组仅对“大陆简体”和“台湾正体”语言有效。请注意你的语言变种设置。
《貓頭鷹守護神：飛向蓋胡島神木》（英語：Guardians of Ga'Hoole: The Journey）是美國作家凱瑟琳·拉斯基的系列奇幻文學作品作品《猫头鹰王国》小说系列中的第二本。小說的英文原版在2003年9月1日出版，而中文版則在2011年3月1日出版。

## 情節概述
索倫和吉菲爾在逃亡時遇到其他逃出來的貓頭鷹(曙光和迪哥)，並成為朋友，一起定蓋胡神木（Great Ga'Hoole Tree）為目標，但路途上卻被烏鴉等生物阻擋。經過灰草鴞一家和受到一隻橫斑林鴞的警告後，卻又不小心來到鏡湖和寒冰峽灣（Ice Narrow），但最終來到蓋胡神木。不知道來到蓋胡島神木的小貓頭鷹們會有甚麽的冒險呢？神秘的純族（The Pure Ones）又在策略甚麽陰謀？